# جيمي موريارتي
جيمي موريارتي (بالإنجليزية: Jamie Moriarty)‏ هو متزلج جماعي أمريكي، ولد في 26 مارس 1981 في كليفلاند في الولايات المتحدة.

## وصلات خارجية
- جيمي موريارتي على موقع IBSF (الإنجليزية)
- جيمي موريارتي على موقع اللجنة الأولمبية الدولية (الإنجليزية)
- جيمي موريارتي على موقع أوليمبيديا (الإنجليزية)
- جيمي موريارتي على موقع اللجنة الأولمبية والبارالمبية الأمريكية (الإنجليزية)